# Museu Nacional de História da Ucrânia
O Museu Nacional de História da Ucrânia (MIST) ilustra a história da Ucrânia desde os tempos antigos até aos dias de hoje. É um dos principais museus da Ucrânia. Possui cerca de 800 mil itens no seu acervo, cerca de 22 mil peças em exposição permanente. O museu possui colecções arqueológicas, numismáticas, etnográficas e de armas mundialmente famosas, peças de artes decorativas e aplicadas, manuscritos, gravuras, pinturas e gráficos, relíquias do movimento de libertação nacional ucraniano do século XX, entre outros.

## História

### Tempos da independência

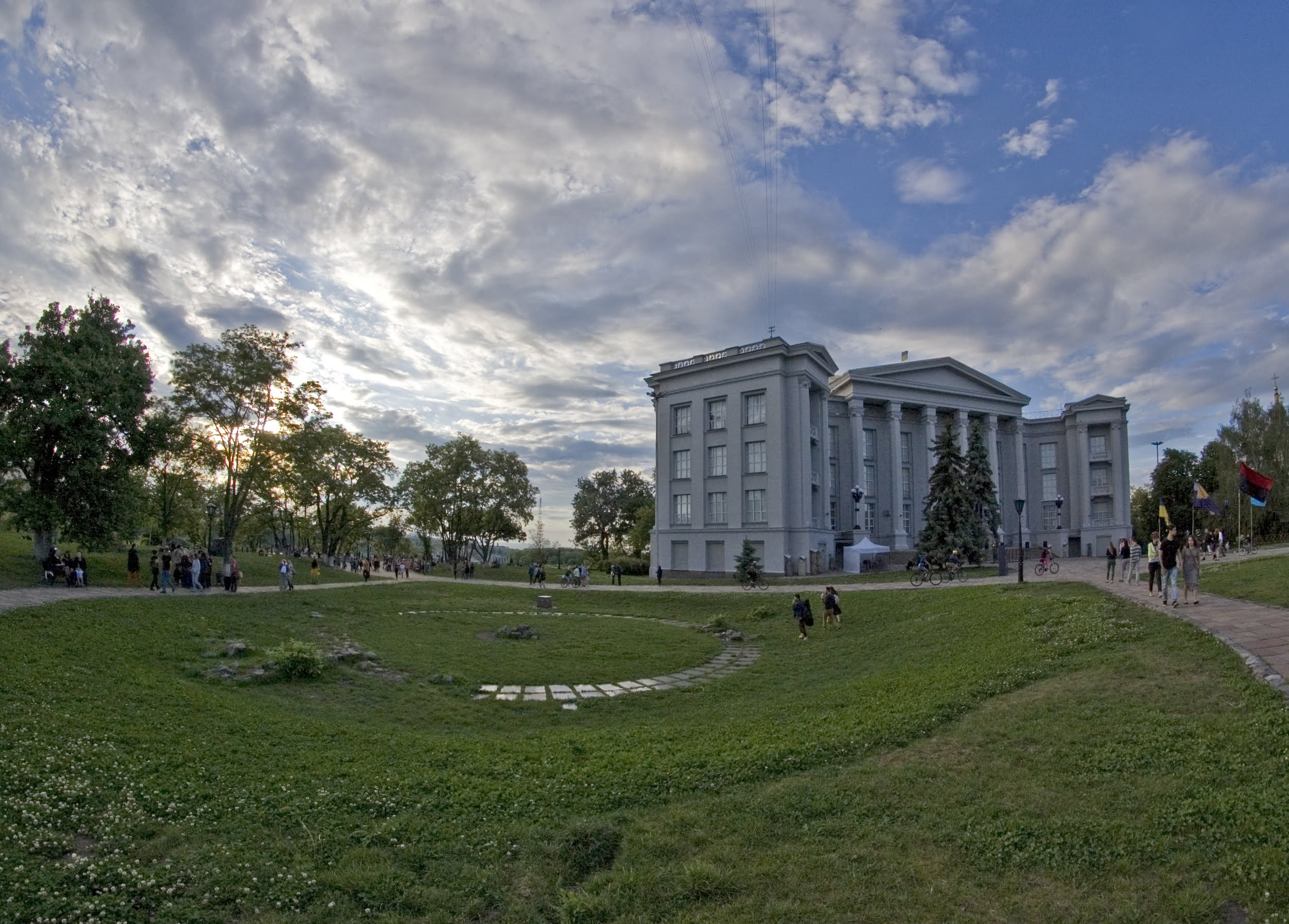
No local do museu, 2018

Em 1991, com a restauração da independência da Ucrânia, o Museu Histórico do Estado da República Socialista Soviética da Ucrânia foi renomeado para Museu Nacional de História da Ucrânia.
O museu fez projectos ressonantes sobre a Cultura de Cucuteni, a Igreja dos Dízimos, a Fome-Genocídio (Holodomor) em 1932-1933, a história da joalharia e muitos outros.
O museu também acolheu projetos internacionais, como por exemplo a exposição “Ucrânia - Suécia: Na Encruzilhada da História (Séculos XVII-XVIII)” (2008). O rei da Suécia Carlos XVI Gustavo visitou o museu.
O museu também participou em exposições no estrangeiro e apresentou itens da Idade da Pedra até ao presente. Essas exposições foram realizadas na Dinamarca, Holanda, Suíça, Alemanha, Áustria, França, Itália, Grã-Bretanha, EUA, Canadá, Japão, Singapura, Coreia do Sul, entre outros países.
Em 2020, o museu foi renomeado com um novo logótipo, MIST . Este termo em letras cirílicas significa a palavra ucraniana “ponte”, uma combinação das palavras “museu” e “histórico”. Pretende-se mostrar o novo caminho percorrido pelo museu como ponte entre o passado e o futuro, entre diferentes povos e culturas.

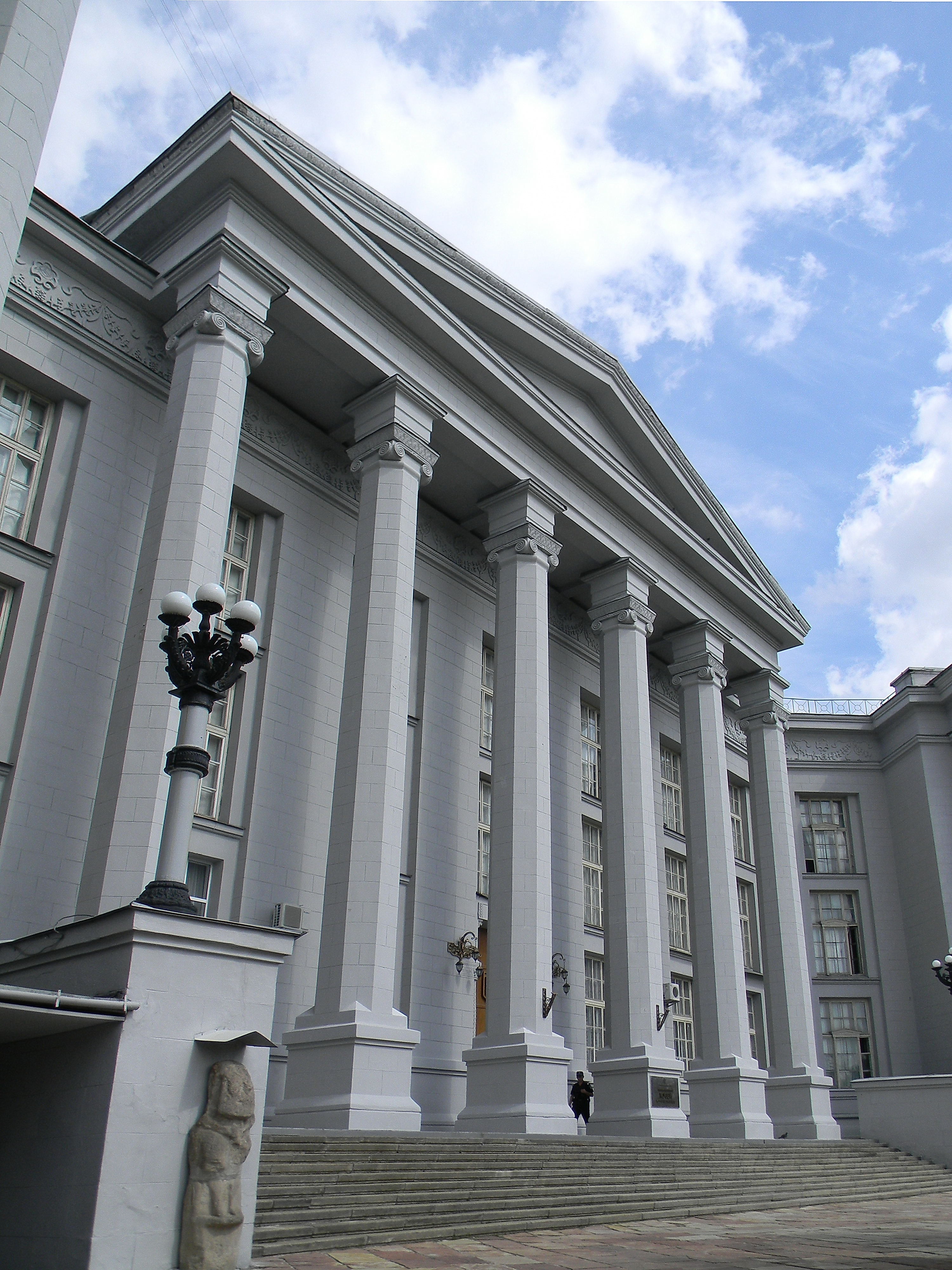
Entrada principal

## Exposições
O museu mantém 22.000 exposições em exibição permanente. Uma série de exposições permanentes está em andamento, mostrando achados do território da Ucrânia desde os tempos antigos até aos dias modernos. Eles incluem: 
- as primeiras ferramentas primitivas datadas de há um milhão de anos
- as primeiras jóias da Idade da Pedra, incluindo uma pulseira ornamentada com presas de mamute
- cerâmica Trypilliana
- armas citas e sármatas e equipamento para cavalos, obras de arte em estilo animal
- utensílios e joias da Grécia Antiga
- moedas de prata e ouro com imagens de tridente, uma marca pessoal do príncipe Volodymyr Sviatoslavych, Baptizador da Rus
- prata hryvnas e plintos com tridente imagens do período Rus
- actos e declarações legais de hetmans
- estandartes e armas de cossacos
- a carruagem do bispo metropolitano de Kiev
- móveis, pratos e outros utensílios do século XIX

Uma visita online da exposição é apresentada no site do museu. A exposição do museu acolhe regularmente excursões interactivas para crianças e adultos, passeios nocturnos teatrais, excursões de autores e temáticas.

### Galeria

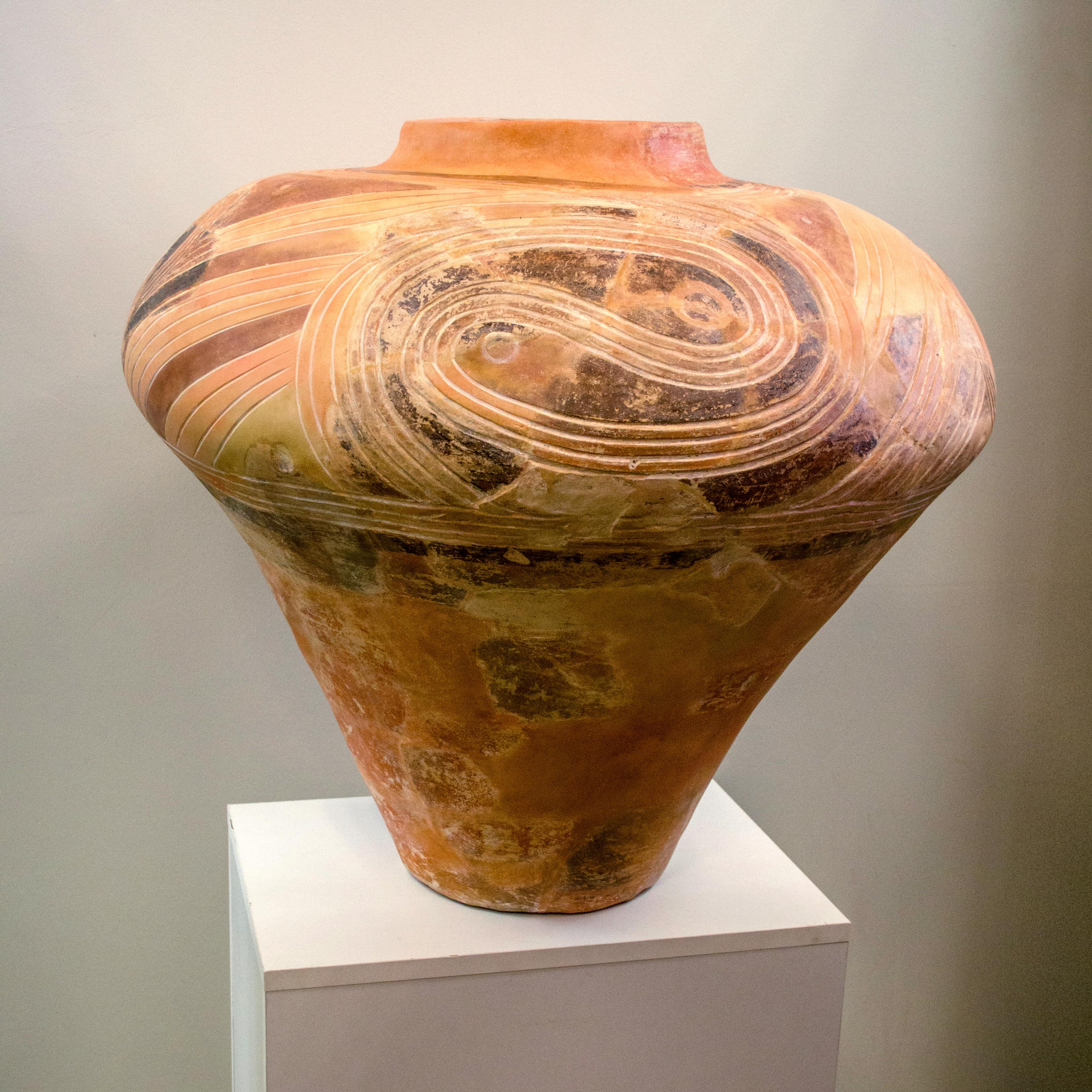
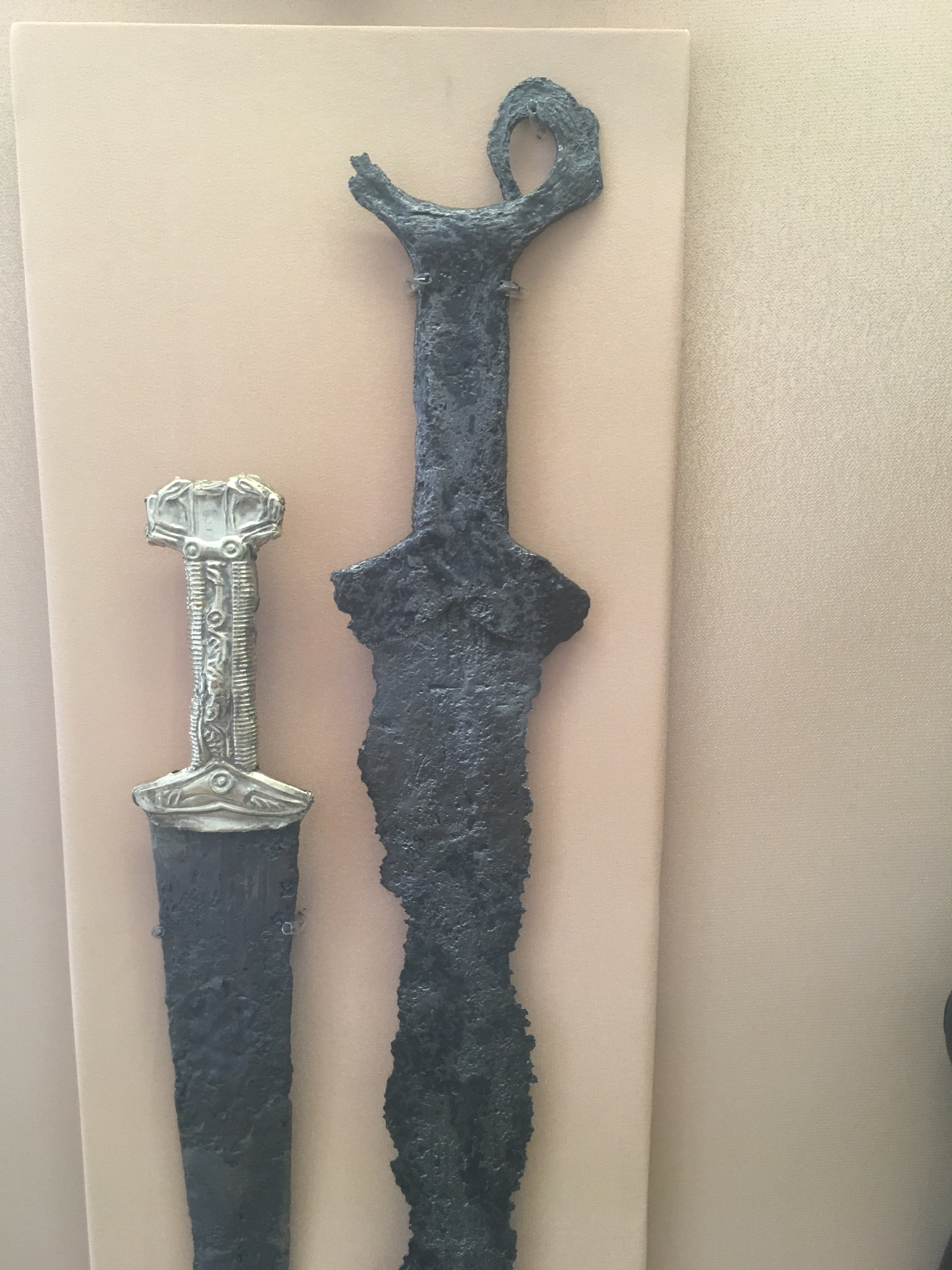
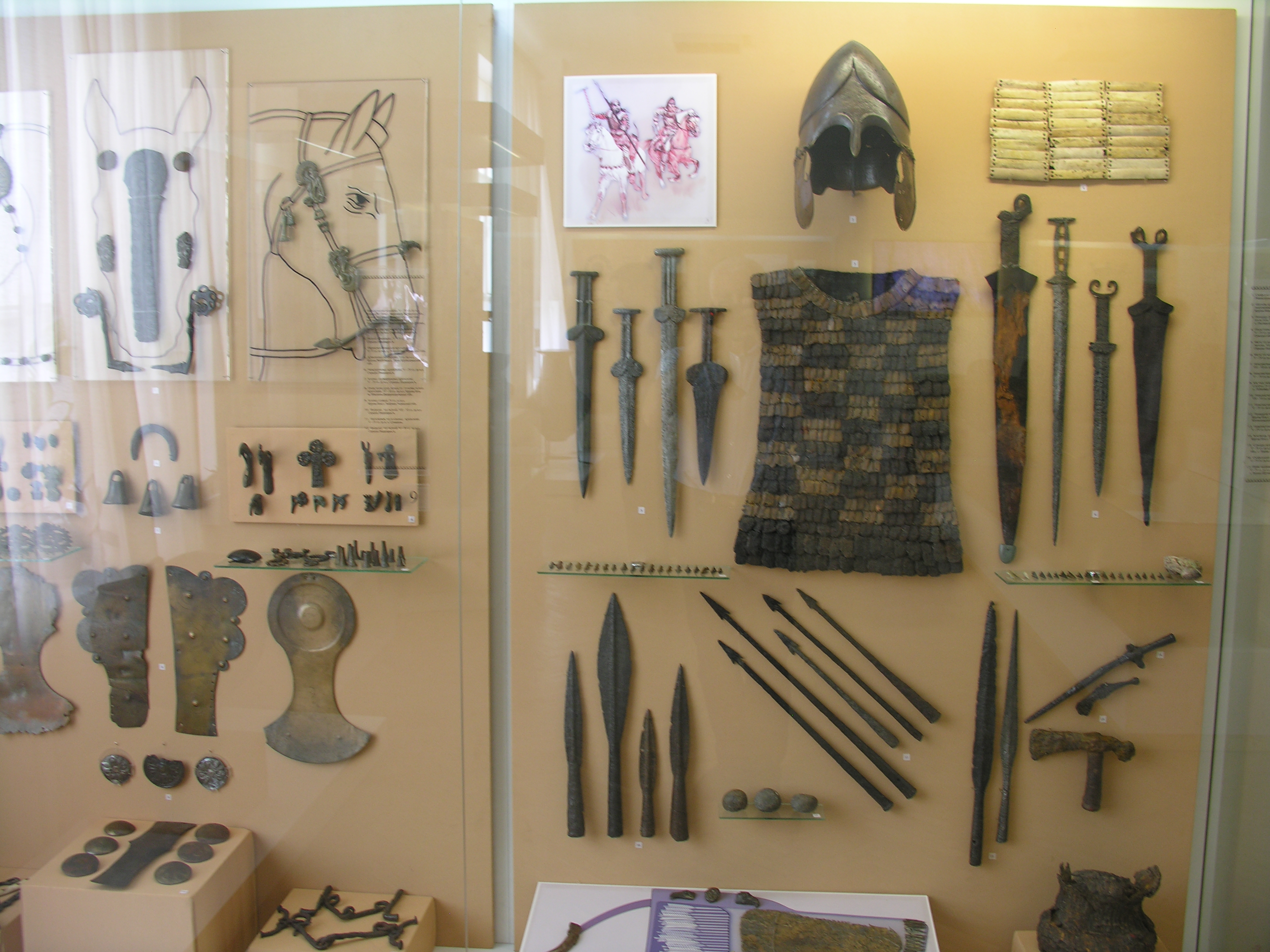
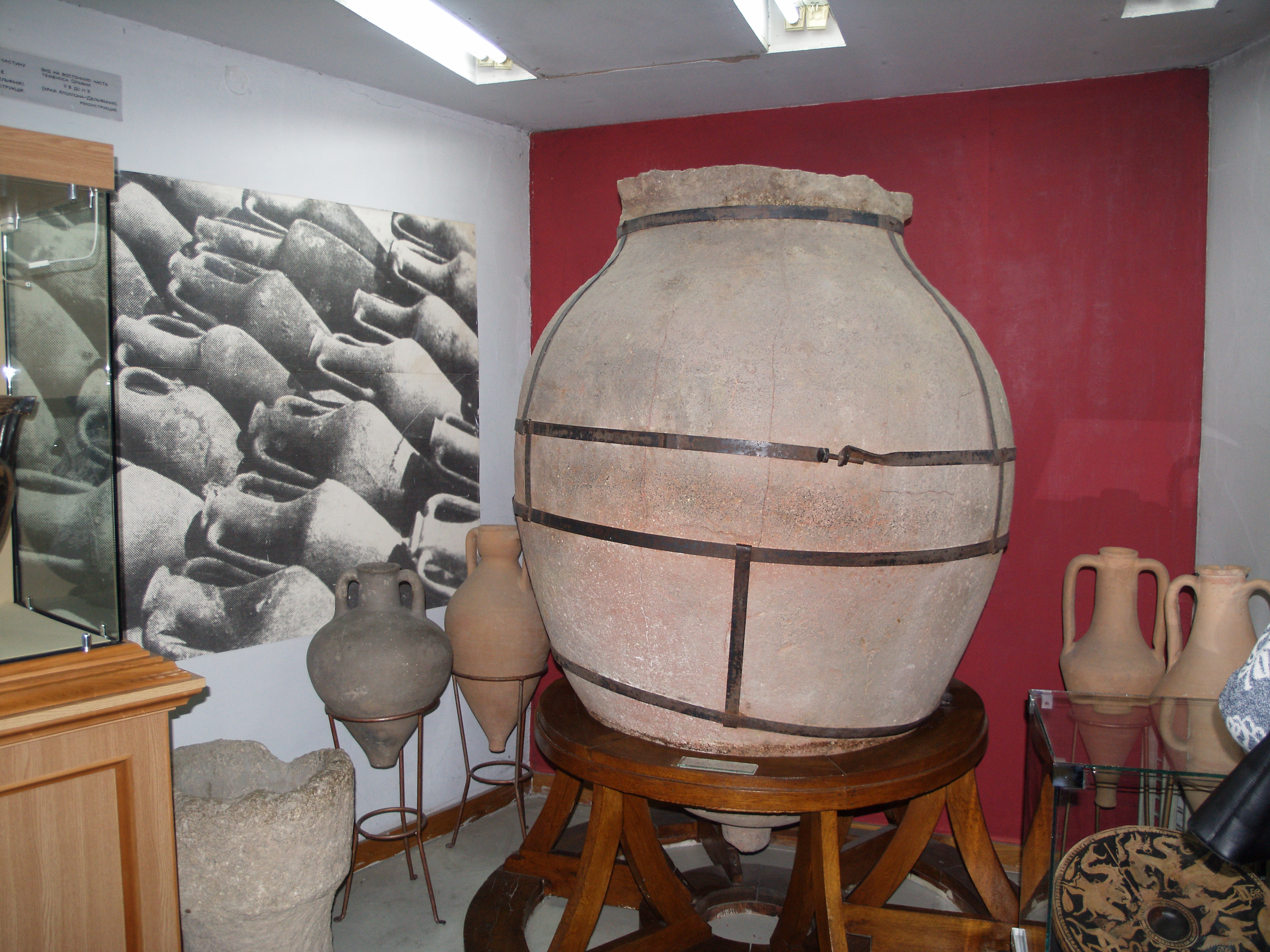
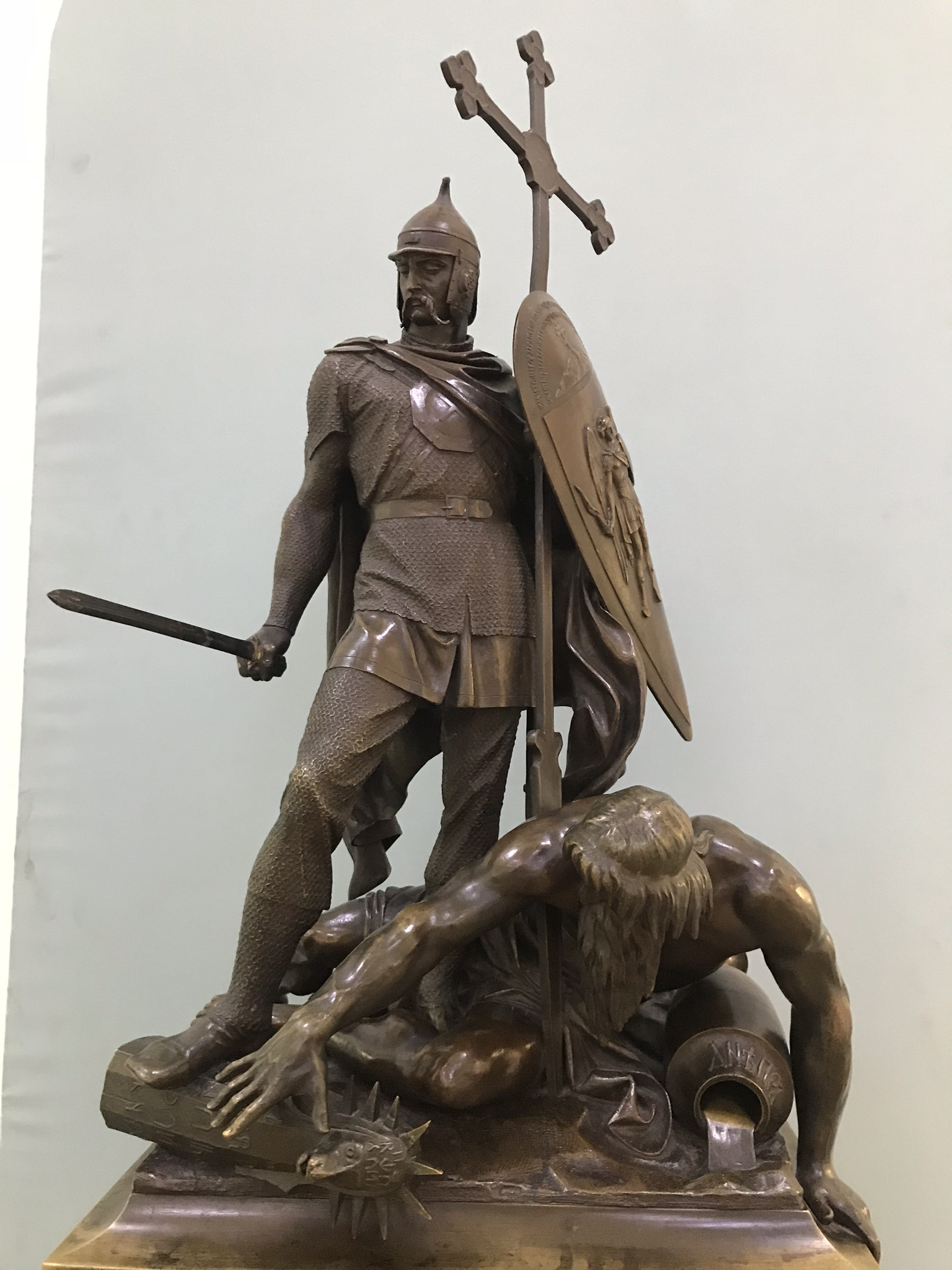
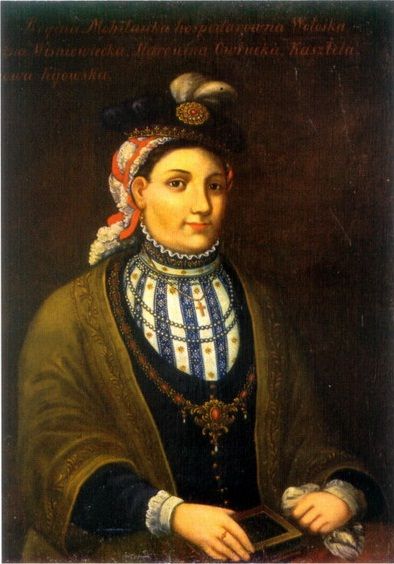
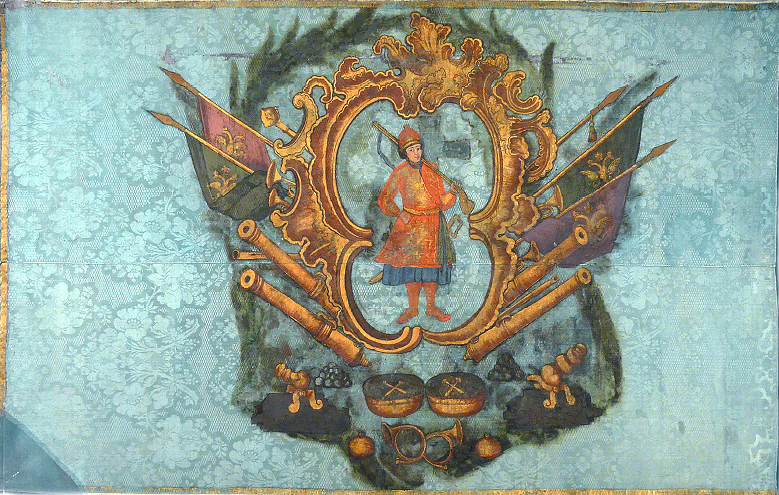
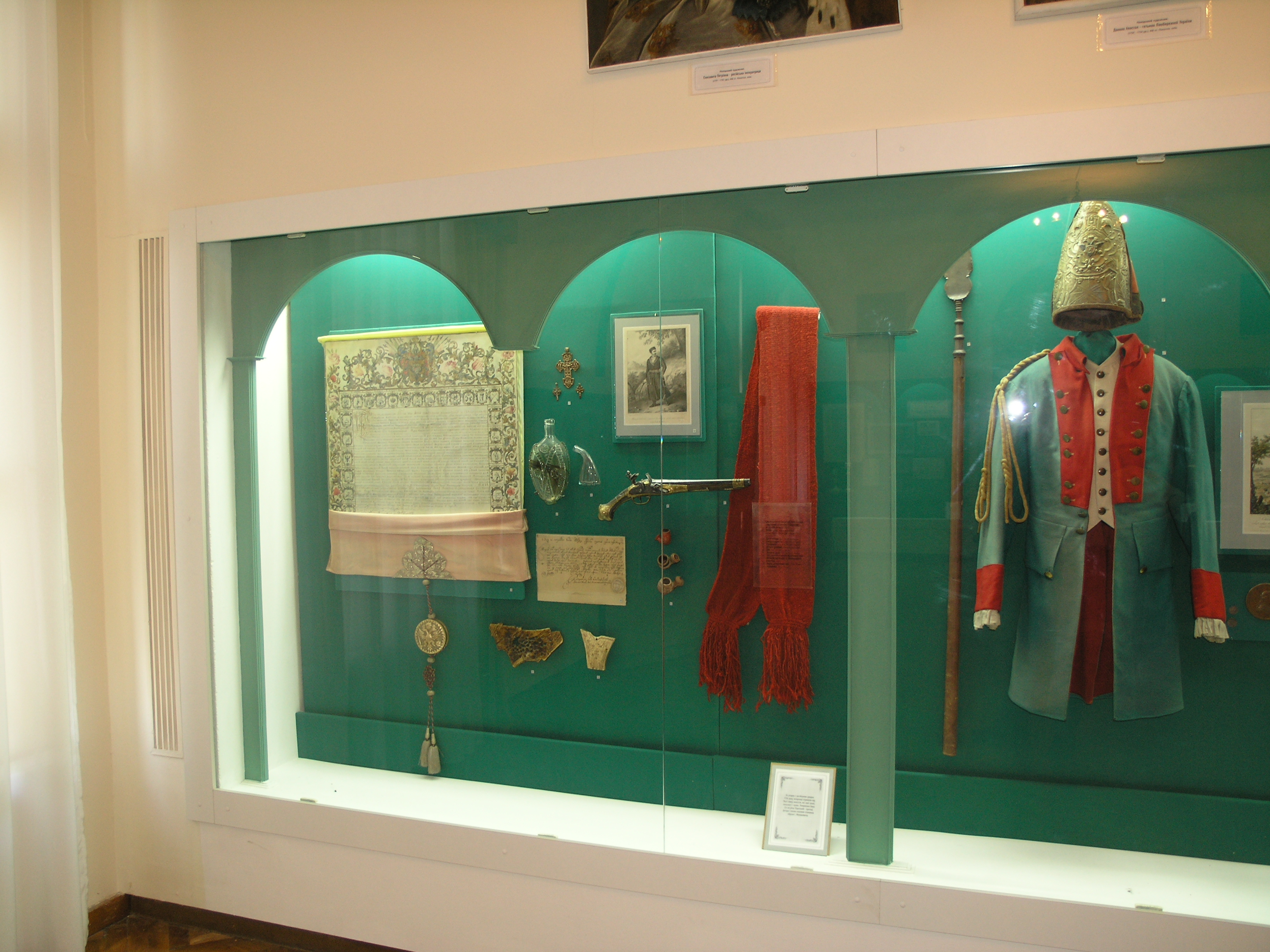
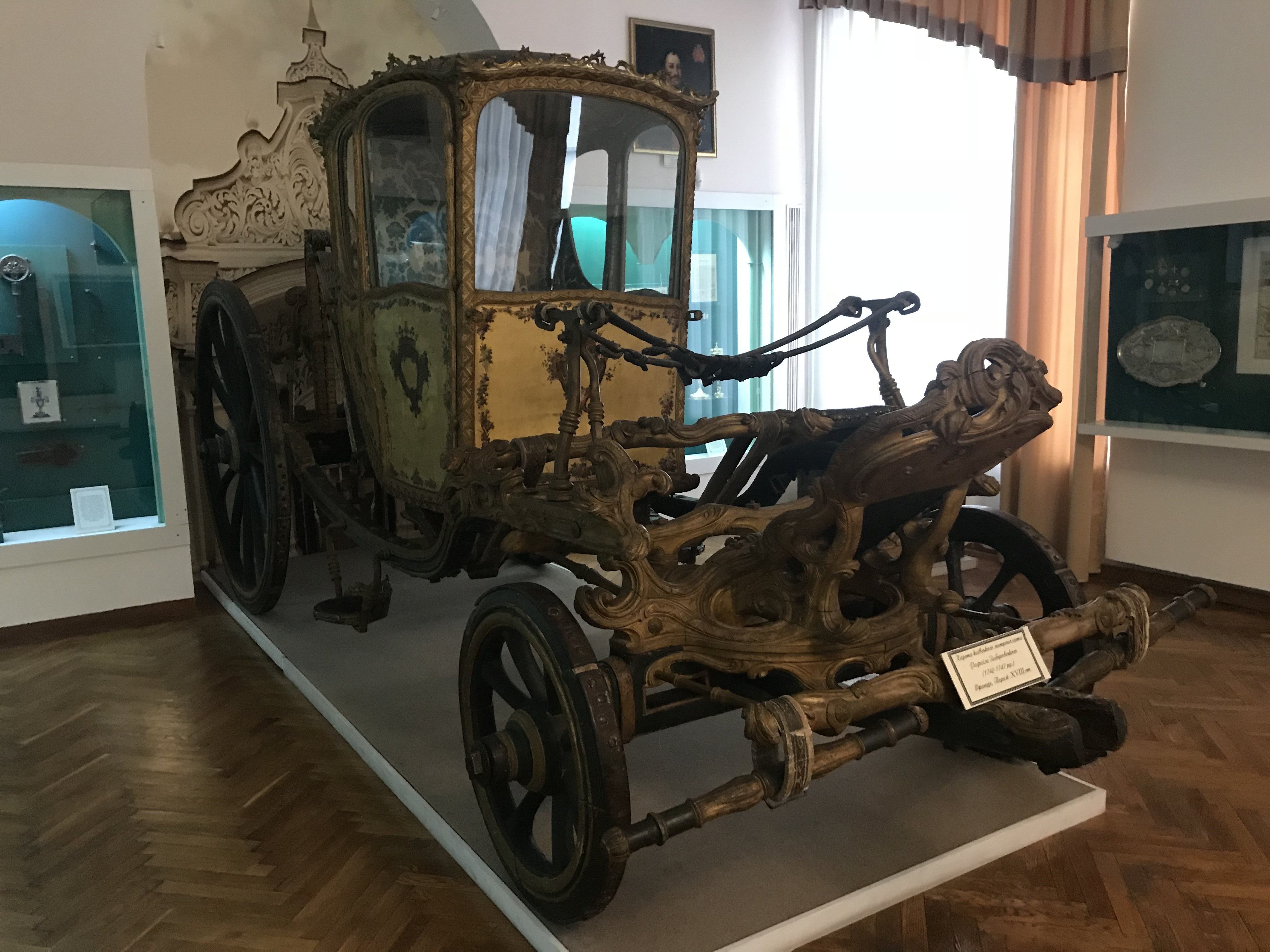
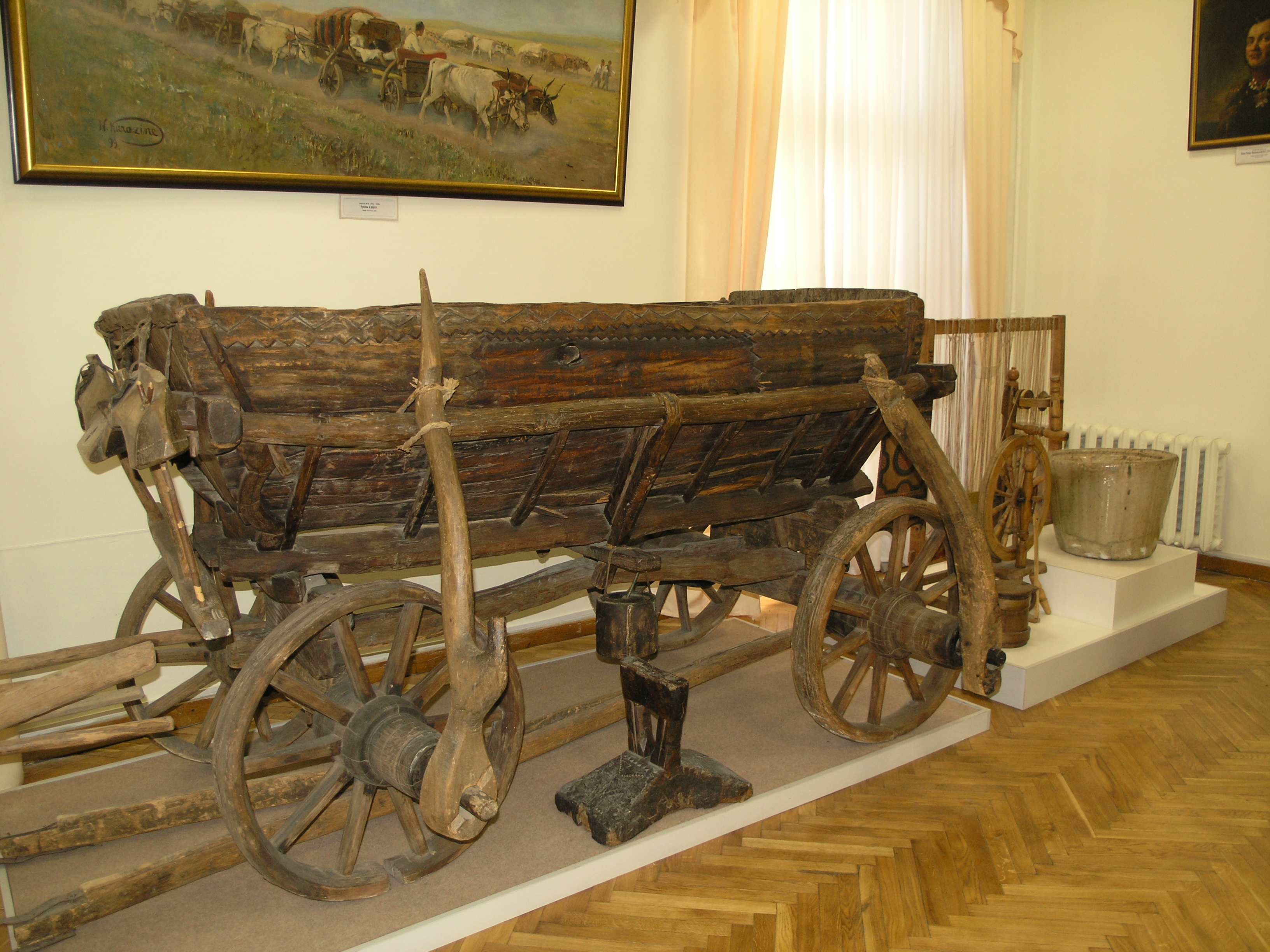
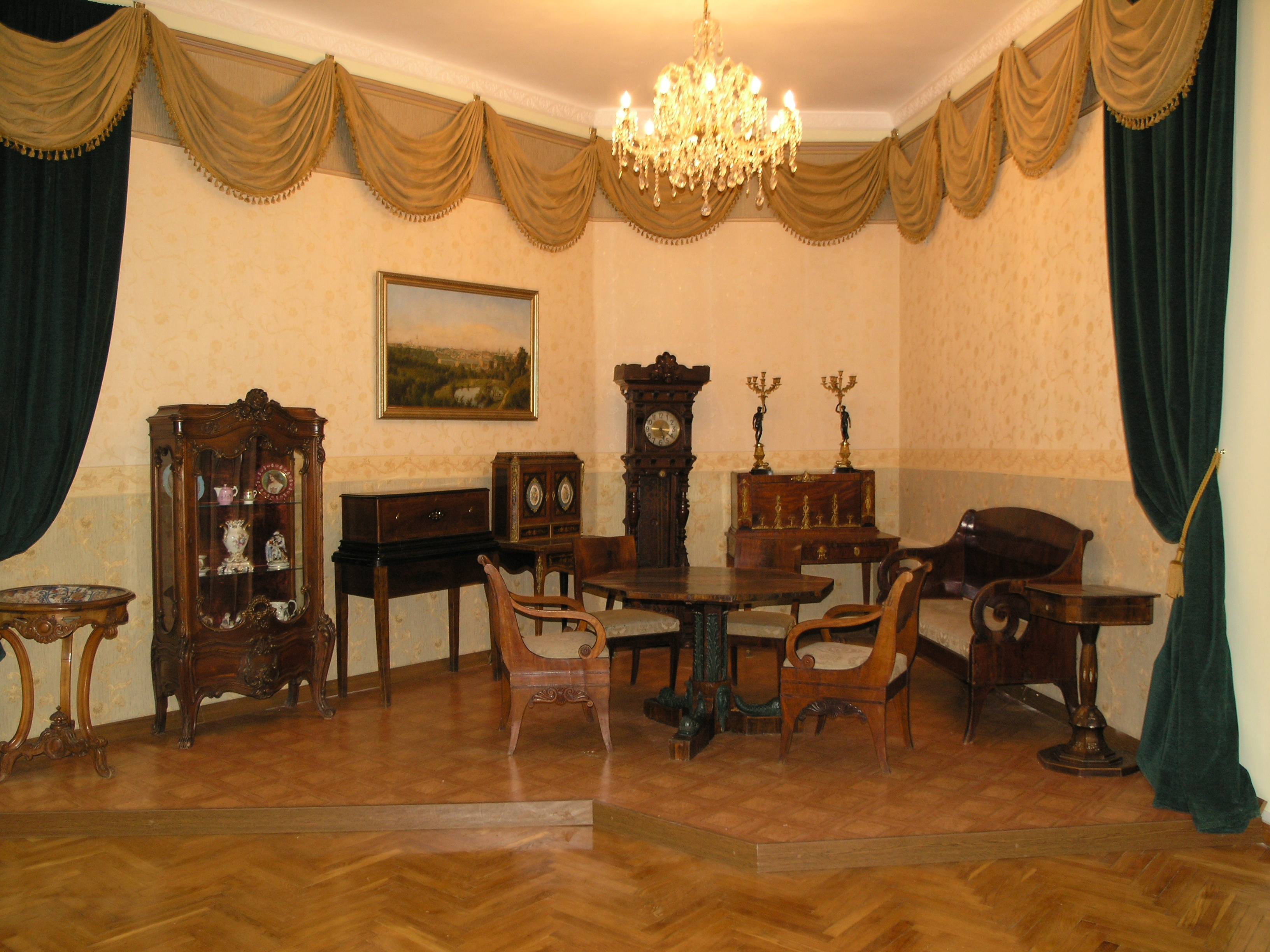
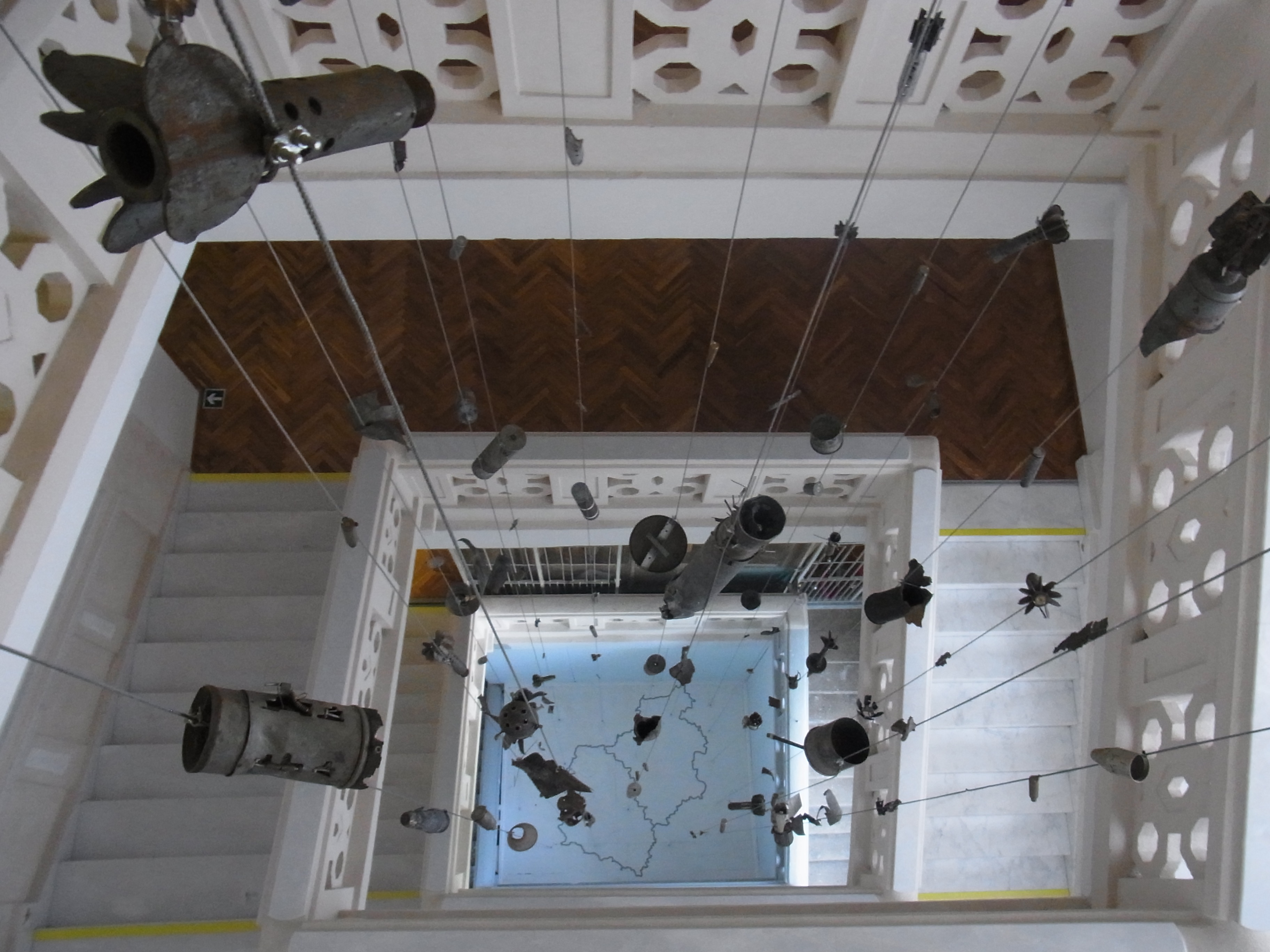